# أوتو باش
أوتو باش (بالدنماركية: Otto Bache) (21 أغسطس 1839 - 28 يونيو 1927) كان رسام دنماركي ولقد كانت كثير من لوحاته تصور الأحداث الرئيسية في تاريخ الدنمارك.

## عن حياته
ولد أوتو باش في 21 أغسطس 1839. عندما بلغ أوتو 10 سنوات، اعترفت به الأكاديمية الملكية الدنماركية للفنون الجميلة، وفي عام 1854 بدأ الدراسة على يد الرسام فيلهلم ماستراند. أصبح أوتو رسام معترف به من قبل الجهات الرسمية بسبب أنه أظهر اهتماما كبيرا في رسم الزخارف الحيوانية، وبعدها بدأ تدريجيا في الخوض من مجالات الأعمال والرسم القصصي.
في عام 1866، حصل على منحة سفر أكاديمية ضخمة وذهب إلى باريس وبعد ذلك إلى إيطاليا. يعتبر وجوده في باريس له تأثير عميق في أعماله، لما تتمتع به هذه المدينة من الحرية، والجمال والروعة والمناظر الطبيعية ولذلك كان يتقن في دمج الألوان، ودرجة الإضاءة في اللوحات.

## أعماله

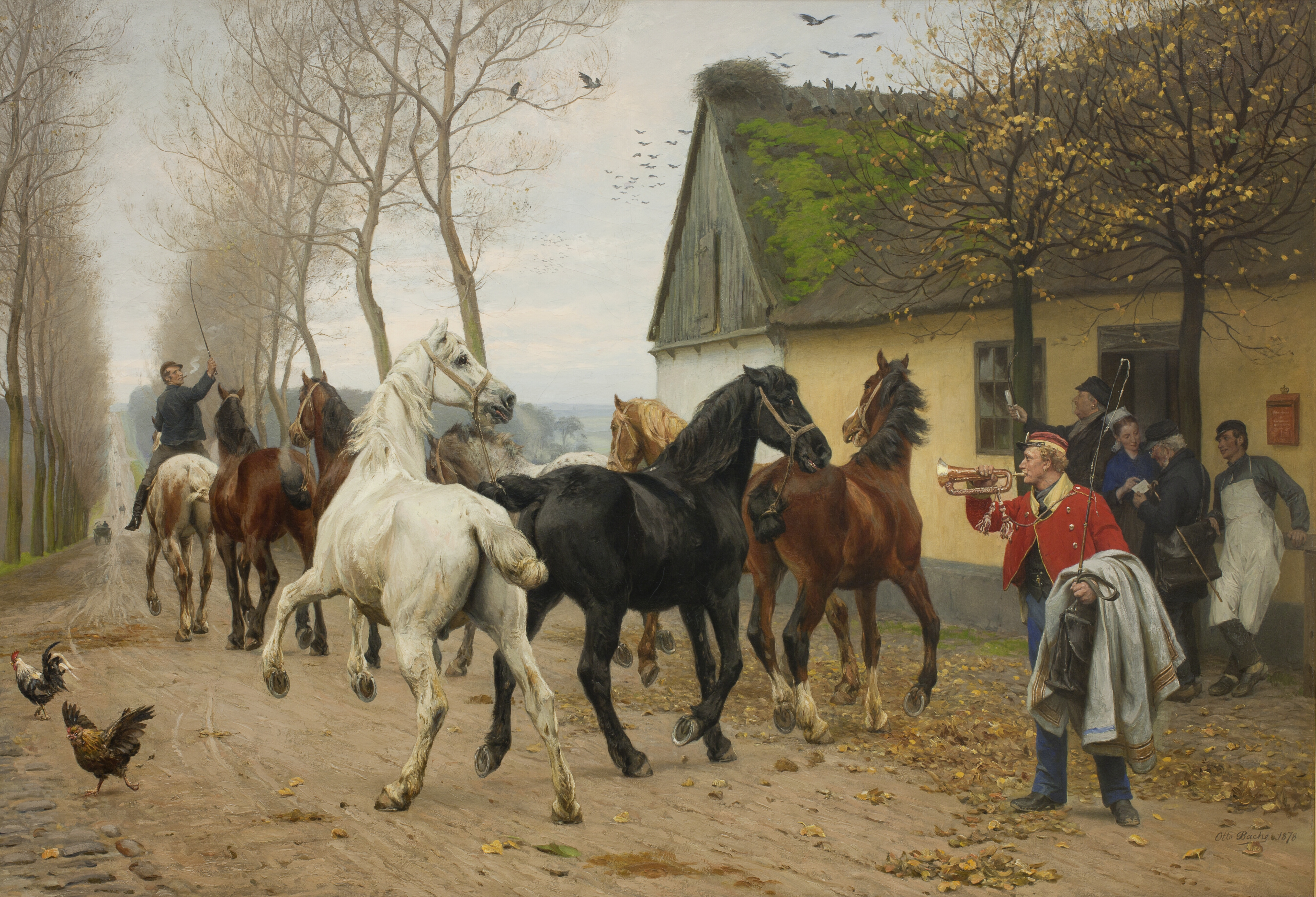
مجموعة من الخيول خارج النزل  1874.
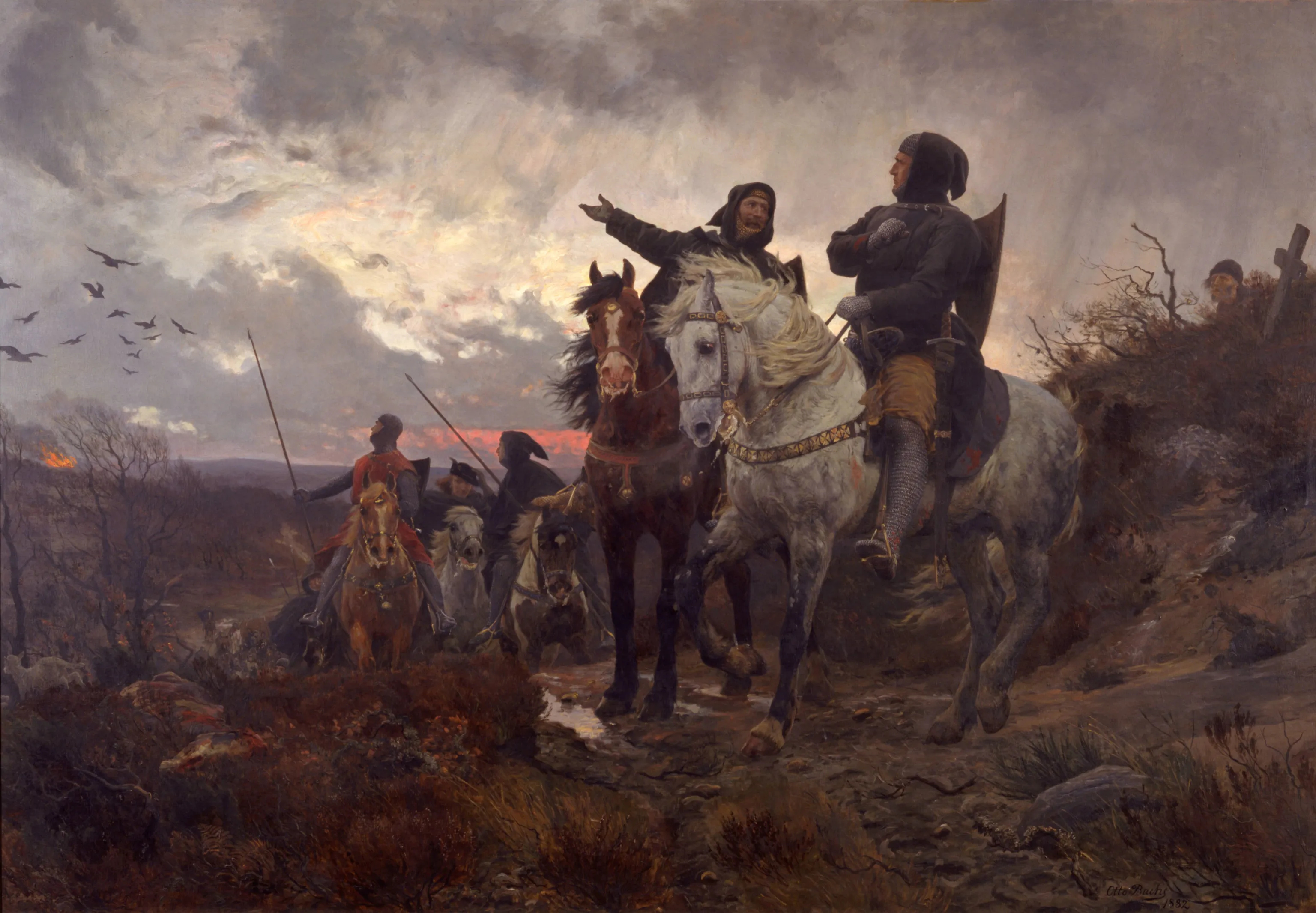
لوحة رسمها عام 1882.
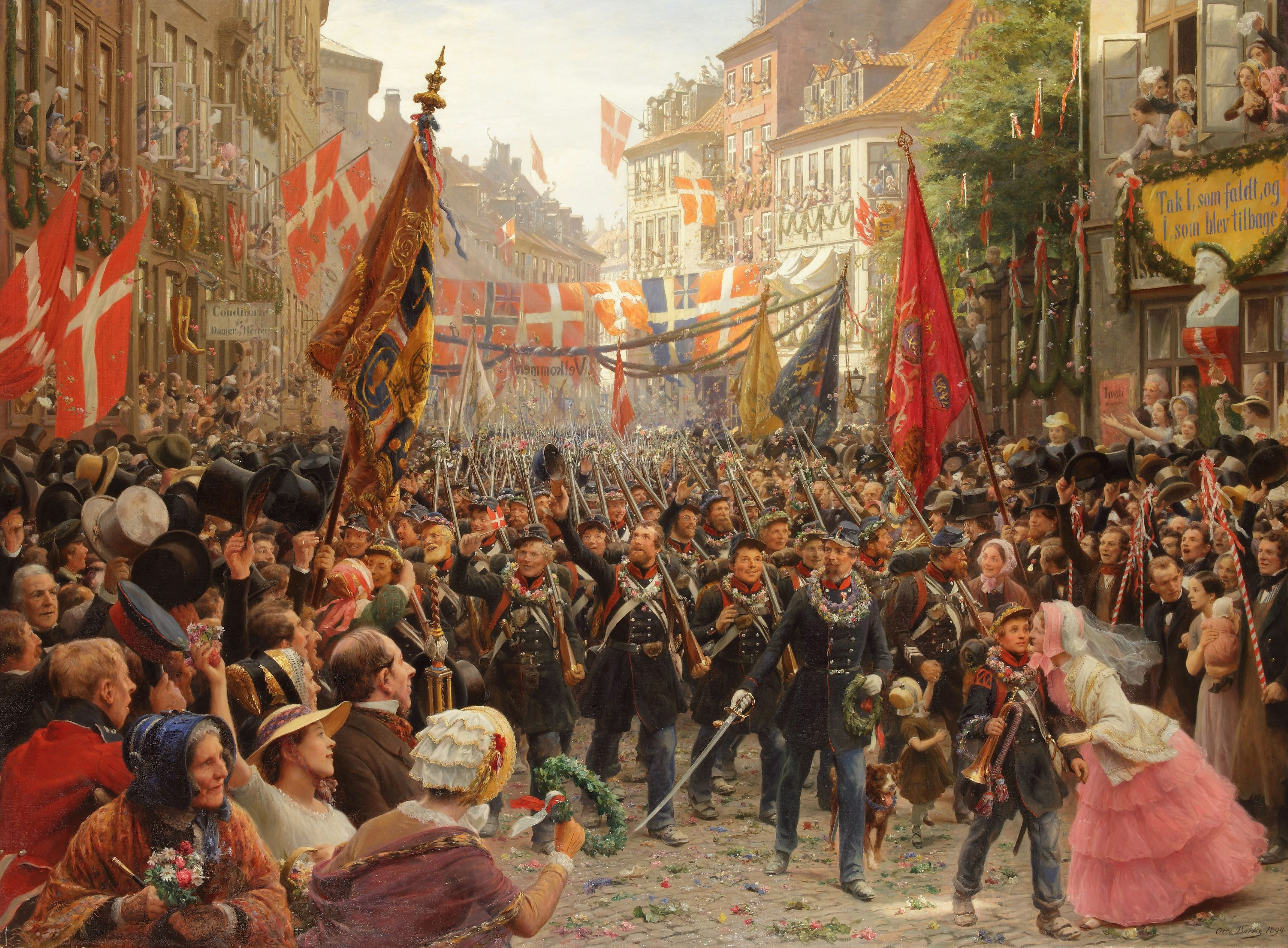
جنود دنماركيين يعودون إلى كوبنهاغن في عام 1848  (تم رسمم اللوحه عام 1884).
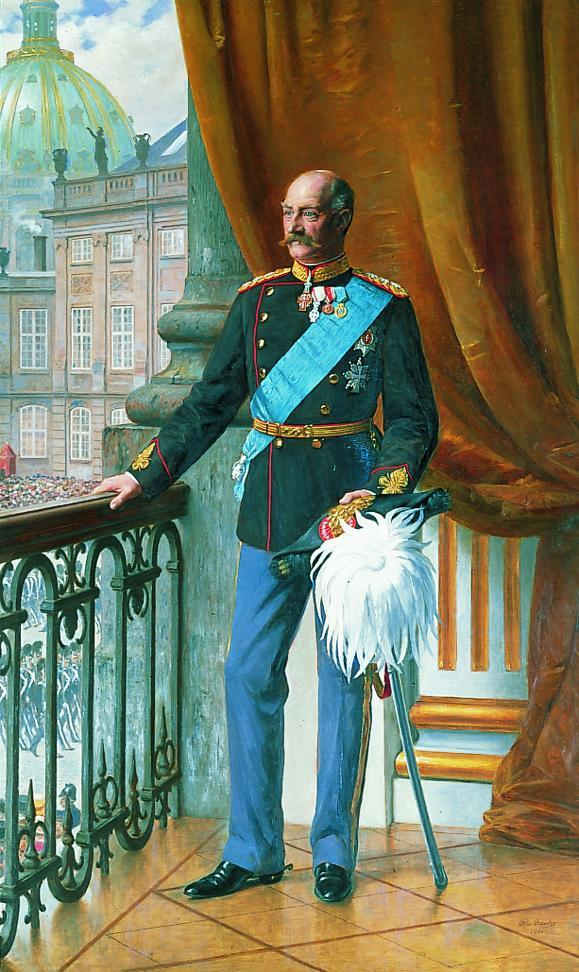
فريدريك الثامن واقفا على شرفة قصر أمالينبورغ (1911).
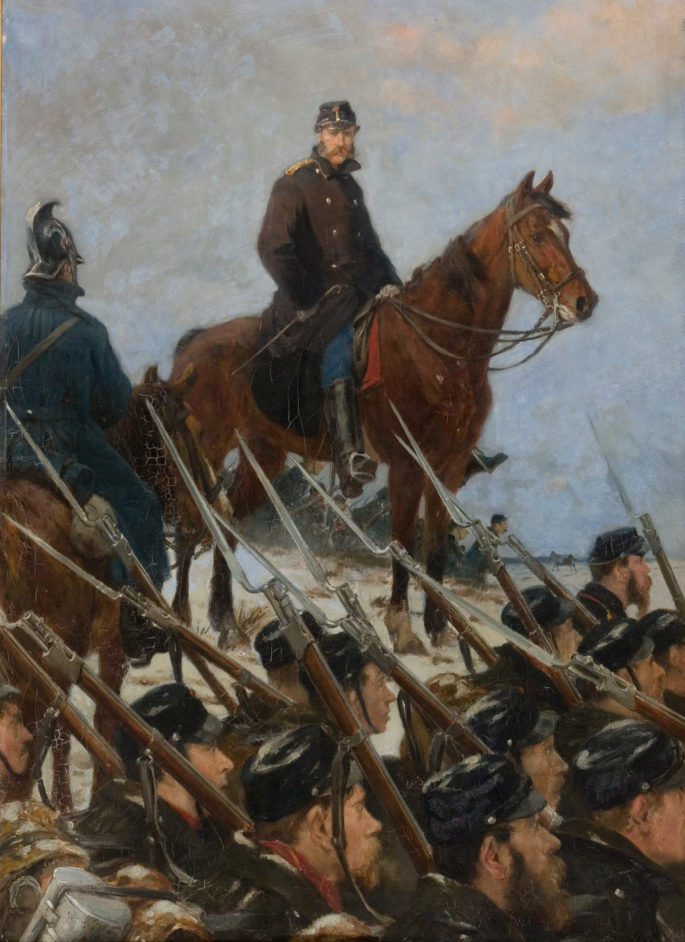
العقيد ماكس مولر في 6 فبراير 1864  ( تم رسم اللوحة عام 1886).